# Zielona Marianna
Zielona Marianna – szlachetna odmiana marmuru o ciemnym szaro-zielonkawo-różowym zabarwieniu i intensywnej turbulentnej wzorzystości. 
Odmiana charakteryzuje się wysokim stopniem przekrystalizowania oraz wysoką, sięgającą 90%, zawartością czystego węglanu wapnia oraz niską, poniżej 1% zawartością tlenku magnezu. Złoża marmuru Zielona Marianna występują na północno-wschodnim stoku wzniesienia Krzyżnik w Masywie Śnieżnika i znane są od 1839.
Nazwa marmuru pochodzi od imienia byłej właścicielki dużej części Masywu Śnieżnika i Gór Bialskich księżnej Marianny Orańskiej.

## Zastosowanie
Zielona Marianna jest odmianą twardą i trudną w obróbce, bardzo odporną na wietrzenie. W przeszłości odmianę tę stosowano do dekoracji wielu kościołów i pałaców m.in. wykorzystywano do dekoracji wnętrz pałacu w Kamieńcu Ząbkowickim. Płytami Zielonej Marianny wyłożono przejścia podziemne przy Dworcu Centralnym w Warszawie. Posłużyły one również do wykonania wystroju wnętrz w hotelu Cracovia w Krakowie.